# Vida salvatge d'Ucraïna

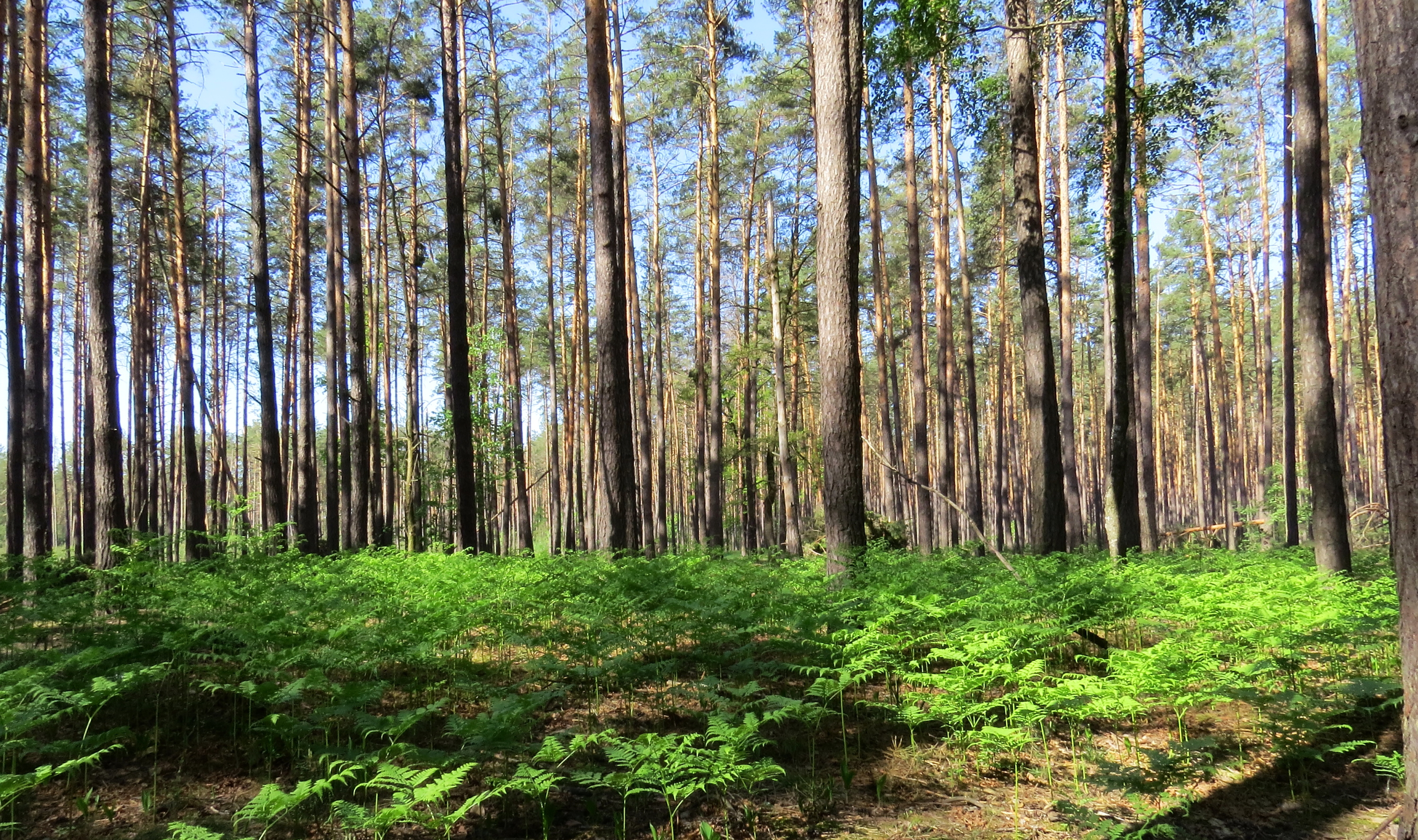
Pineda prop de Klàvdievo, al raion de Butxa (óblast de Kíiv)

La vida salvatge d'Ucraïna abasta tota la diversitat de la seva fauna, flora i funga. S'hi han observat 45.000 espècies d'animals, incloent-hi els que viuen al mar Negre i el mar d'Azov. Els medis protegits del país consisteixen en 33 llocs Ramsar que cobreixen una superfície total de 7.446,51 km². Les reserves naturals de la biosfera i tres parcs nacionals formen part de la cartera de projectes del Fons per al Medi Ambient Mundial (FMAM) en la conservació de la biodiversitat al delta del Danubi. El seu patró de vegetació és mixt entre boscos, boscos i estepes, estepes, Carpats d'Ucraïna i muntanyes de Crimea. Algunes zones protegides que abans eren reserves o parcs han estat incorporades a les reserves de la biosfera.
La zona aïllada o abandonada a causa de l'accident de la central nuclear de Txernòbil, al voltant de la ciutat de Txernòbil, ja no té població humana, però s'hi ha observat una multiplicació de la vida salvatge. Tanmateix, s'ha informat que els ocells tenen el cervell un 5% més petit i que les poblacions d'insectes i aranyes estan en declivi.